# Field de Villa Peñarol
El Field de Villa Peñarol fue un campo de fútbol usufructuado por la compañía ferroviaria Central Uruguay Railway Company y cedido para los partidos del CURCC. Estaba ubicado en Villa Peñarol, dos leguas al norte de la capital del país, Montevideo (actualmente es un barrio de esa ciudad).
El Central Uruguay Railway Cricket Club fundado el 28 de septiembre de 1891 era conocido en ese momento como Peñarol, por el lugar en que se encontraba su cancha, llamado Villa Peñarol (hoy ya sin la denominación de villa es un barrio de Montevideo). 7 de abril de 2020, extracto de la revista digital Historia Fútbol Club

## Historia

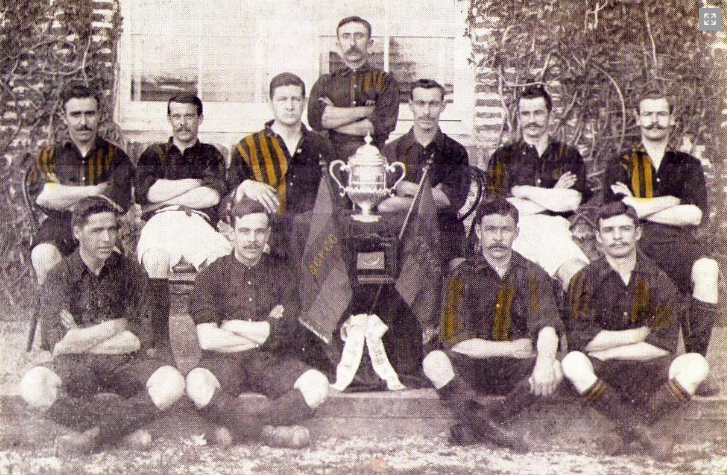
La empresa CUR usufructuó el Estadio Villa Peñarol, el cual fue cedido para los partidos del CURCC mientras compitió oficialmente al fútbol.

La empresa inglesa del CUR adquirió varias hectáreas en Villa Peñarol, al norte de la ciudad uruguaya de Montevideo. Allí, luego de varios meses en tratativas se reunirían 118 empleados el 28 de septiembre de 1891 para fundar un club para la recreación deportiva para los trabajadores de la empresa.
El futuro escenario se comenzó a construir en 1889 y se inauguró el 25 de mayo de 1892 en un partido entre el CURCC y el Albion, fue utilizado por el club hasta 1913.
El escenario no tenía tribunas construidas y su capacidad se veía reducida a un palco usado por mujeres y personas que vieran los partidos por detrás de un alambrado que recubría el terreno, por lo que se desconoce su capacidad. 